# 21949 Tatulian
21949 Tatulian (1999 VA156) là một tiểu hành tinh vành đai chính được phát hiện ngày 12 tháng 11 năm 1999 bởi Nhóm nghiên cứu tiểu hành tinh gần Trái Đất phòng thí nghiệm Lincoln ở Socorro.